# بی-ریل
بی-ریل (به انگلیسی: B-Real) (زاده ۲ ژوئن ۱۹۷۰) خواننده و بازیگر آمریکایی است.
از فیلم‌های معروف او می‌توان به بازی در سایه اشاره کرد.